# Jaxartosaure
El Jaxartosaurus (etimològicament “rèptil de Jaxartes”, pel riu Jaxartes que està situat a prop a la zona on es va trobar el fòssil al Kazakhstan) era un dinosaure ornitisqui, similar a Hadrosaurus. Era un animal herbívor, així que arrencava plantes baixes amb el seu bec desdentegat i les mastegava amb les dents mandibulars planes. Un fòssil de dent d'aquest dinosaure mostra un gran desgast debut a la constant masticació que exercia sobre les plantes. Anava a 4 potes, però al primer senyal de perill es posava sobre dos potes i sortia corrents amb la cua estirada per mantenir l'equilibri.
El crani s'assemblava al de Corythosaurus, però exhibia una petita cresta en forma de casc, la qual estava dotada d'uns conductes que servien d'unió entre la gola i les fosses nasals, cosa que permetia al dinosaure fer un rugit, un so que utilitzava per atreure a les femelles o espantar als depredadors. Va viure al Cretaci. Feia 8-9 metres de longitud, 5 metres d'altura i no se sap el pes.

## Descoberta
El gènere va rebre el nom en 1937 per Riabinin qui dos anys després en 1939 va nomenar l'espècie tipus, J. aralensis, que va ser trobada a Dabrazinskaya Svita, al jaciment d'Alim Tau, Syderinskaya Oblast, Kazakhstan. Una segona espècie, J. fuyunensis, fou descrita prr Xu en 1984 provinent de Xinjiang, Xina, però Weishampel i Horner en 1990, la consideraren dubtosa. En 1968 Rozhdestvensky va descriure el Procheneosaurus convincens com a possible lambeosaure, o sinònim de Jaxartosaurus.